# Pays-de-Clerval
Pays-de-Clerval – gmina we Francji, w regionie Burgundia-Franche-Comté, w departamencie Doubs. W 2013 roku liczba ludności wynosiła 1119 mieszkańców. 
Gmina została utworzona 1 stycznia 2017 roku z połączenia dwóch ówczesnych gmin: Clerval oraz Santoche. Siedzibą gminy została miejscowość Clerval. Dnia 1 stycznia 2019 roku nastąpiły kolejne zmiany administracyjne. Do Pays-de-Clerval włączono gminę Chaux-lès-Clerval. 